# Elizabeth Scott
Elizabeth Scott   (Fort Sill, 23 de novembre de 1917 - Berkeley, 20 de desembre de 1988), coneguda com Betty Scott, va ser una matemàtica, astrònoma i estadística estatunidenca.

## Vida i Obra
Tot i haver nascut a Oklahoma, la família es va traslladar a Berkeley (Califòrnia) quan ella tenia només quatre anys. Després d'acabar els estudis secundaris a Oakland el 1935, va ingressar a la universitat de Califòrnia a Berkeley on va estudiar astronomia, graduant-se el 1939. Aviat va comprovar que el món de l'astronomia no estava gens disposat a acceptar dones i, aprofitant que durant la Segona Guerra Mundial va fer treballs de recerca bèl·lica sota la direcció de Jerzy Neyman, va anar inclinant les seves aspiracions cap a l'estadística. El 1949 va obtenir el doctorat amb una tesi en dues parts, barrejant l'astronomia i l'estadística. A partir d'aleshores, i fins pocs mesos abans de la seva mort, va ser professora de matemàtiques de la universitat de Berkeley, dirigint el departament d'estadística entre 1968 i 1973.
Scott va publicar quatre monografies i un centenar llarg d'articles de recerca. Molts d'aquests articles estan a la intersecció d'estadística i astronomia, ja que intentava donar resposta a problemes astronòmics des de la premissa que l'univers i els seus elements son fruit d'un procés aleatori. El 1957 va descobrir el que avui es coneix com Efecte Scott produït en l'observació dels cúmuls de galàxies ja que, perquè un observador pugui trobar un cúmul molt llunyà, aquest ha de contenir galàxies molt més brillants del normal i també ha de contenir un gran nombre de galàxies.
A més de les seves activitats acadèmiques i docents, Scott va ser una activista pels drets civils, contraria la segregació racial i al bel·licisme i lluitadora infatigable contra les discriminacions per raó de sexe.